# Jamides aratus
Jamides aratus là bướm thuộc họ Lycaenidae. Nó được tìm thấy ở Malaysia bán đảo, hầu hết ở Indonesia và các quần đảo phụ cận.

## Phân loài
- Jamides aratus aratus (Ambon, Serang, Sapania)
- Jamides aratus adana (Malaysia bán đảo, Borneo, Sumatra)
- Jamides aratus pseudaratus (Obi)
- Jamides aratus ezeon (Đảo Banda)
- Jamides aratus vuniva (Halmahera)
- Jamides aratus batjanensis (Bachan)
- Jamides aratus caerulina (New Britain, Duke of York, có thể ở Solomon)
- Jamides aratus aetherialis (Đảo Kai)
- Jamides aratus sestus (Timor)
- Jamides aratus avrus (West Irian)
- Jamides aratus duvana (Đảo Karkar)
- Jamides aratus lunata (Sulawesi)
- Jamides aratus tryphiodorus (Java)
- Jamides aratus nausiphanes (Palawan)
- Jamides aratus minthe (Sula)

## Hình ảnh

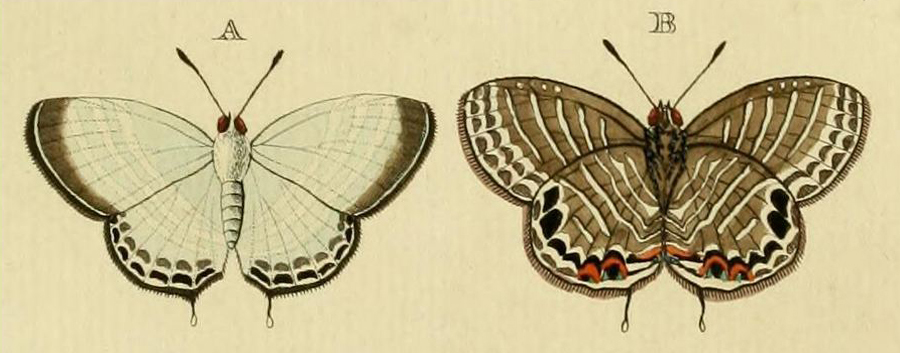
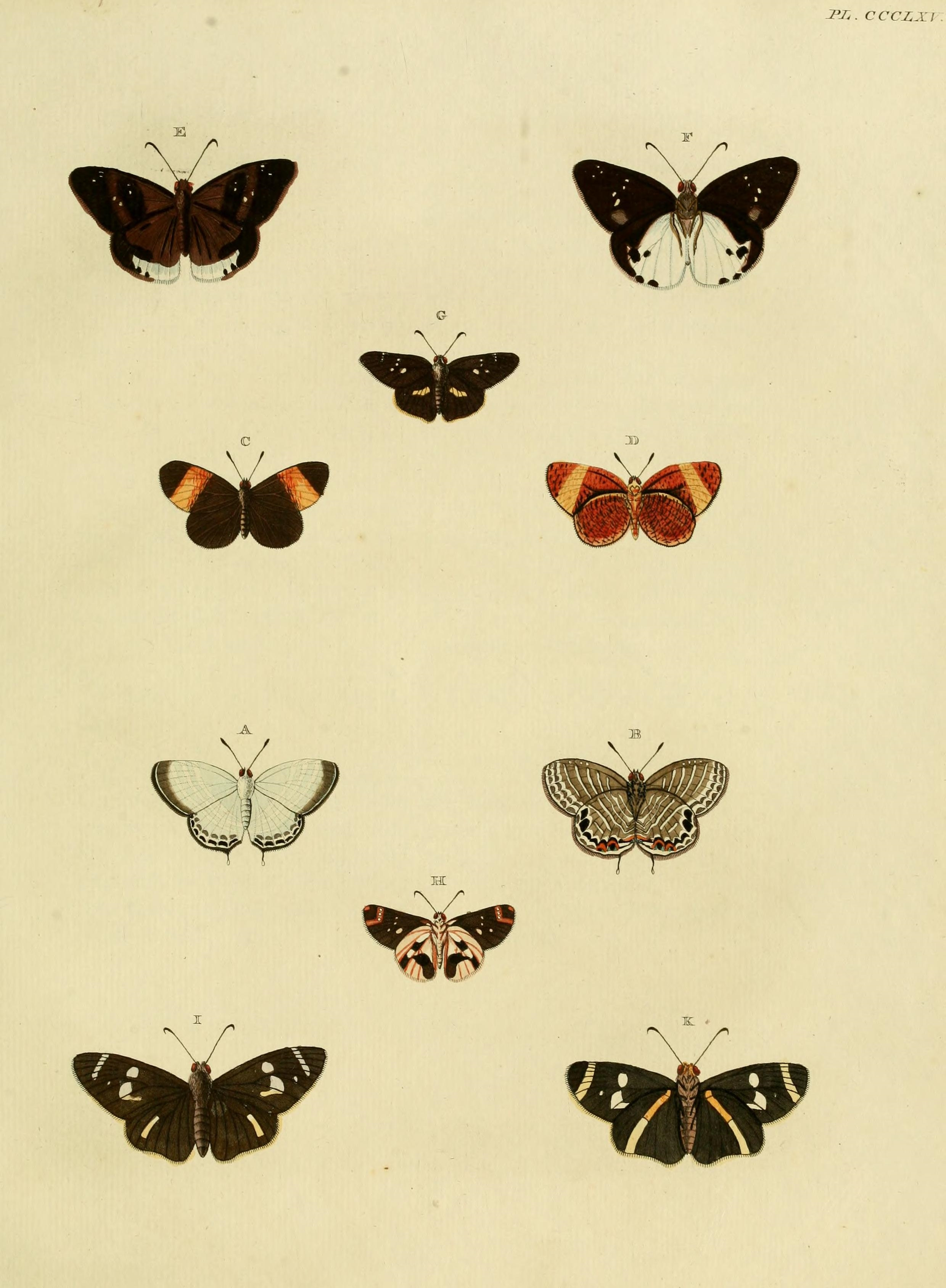
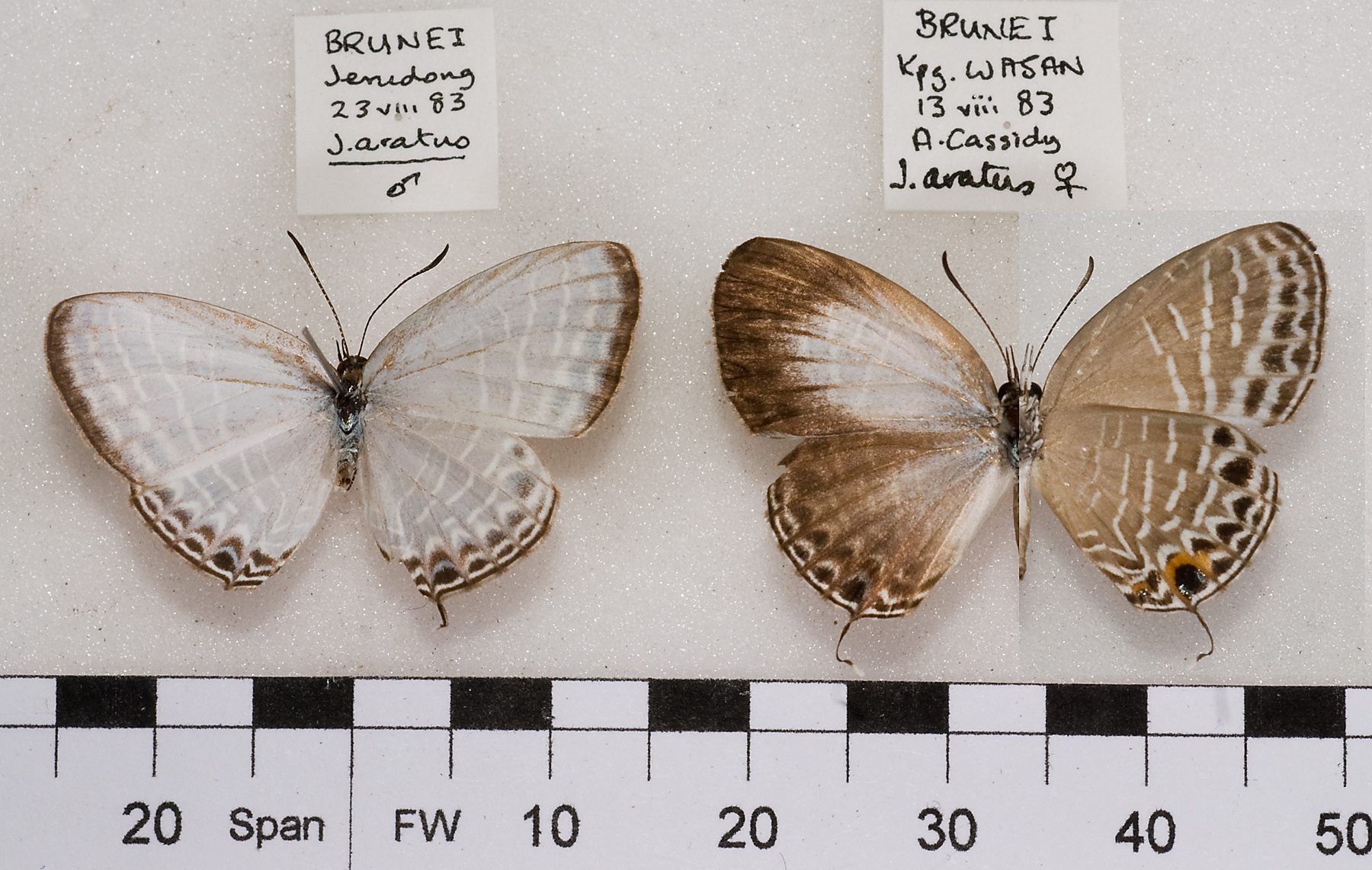
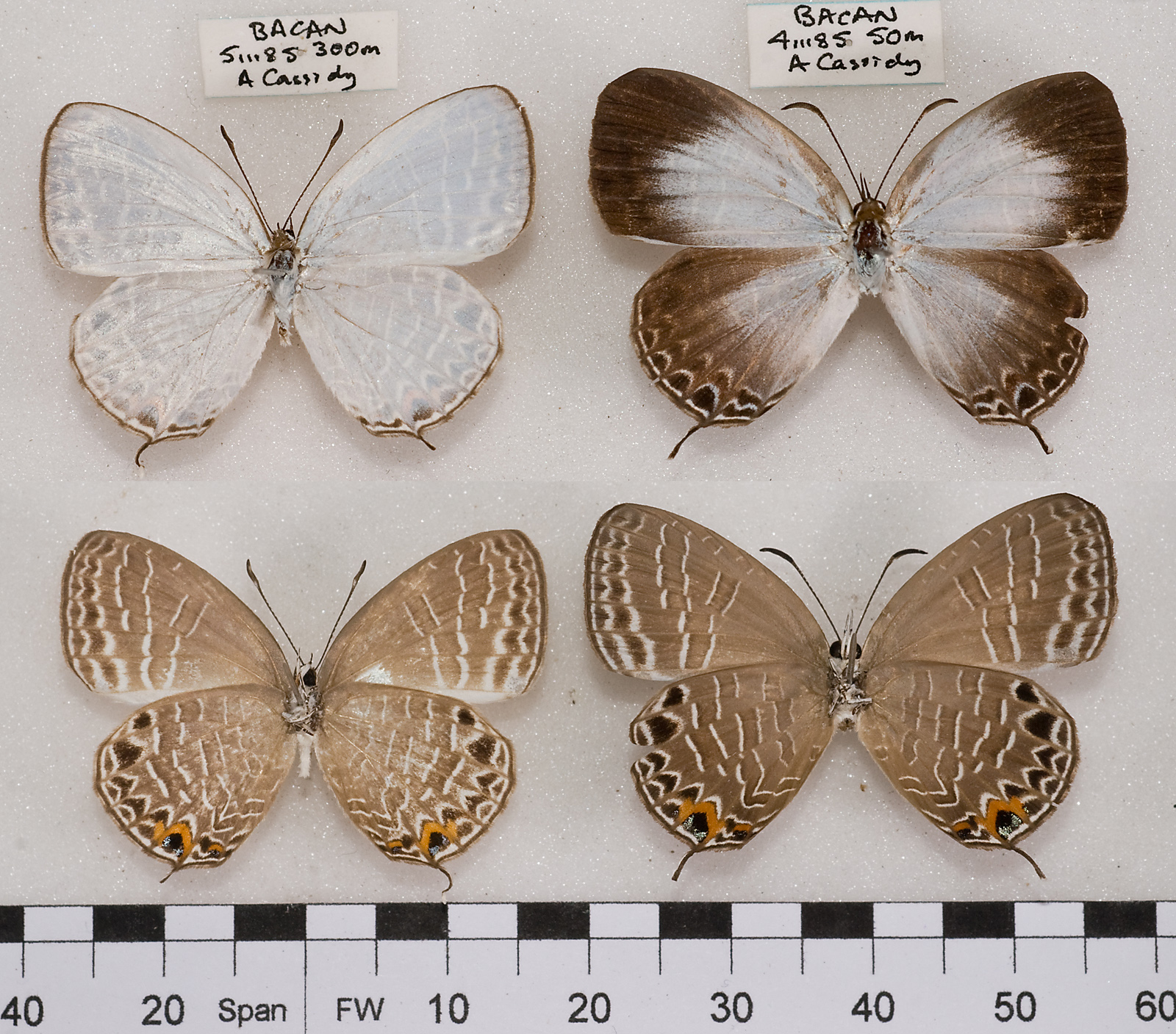